# Eremias nigrolateralis
Eremias nigrolateralis är en ödleart som beskrevs av Rastegar-Pouyani och Nilson 1998. Eremias nigrolateralis ingår i släktet löparödlor och familjen lacertider. IUCN kategoriserar arten globalt som livskraftig. Inga underarter finns listade i Catalogue of Life.
Arten förekommer i bergstrakter och på högplatå i södra Iran vid cirka 1800 meter över havet. Regionen är täckt av stäpper.